# Abfalltechnik

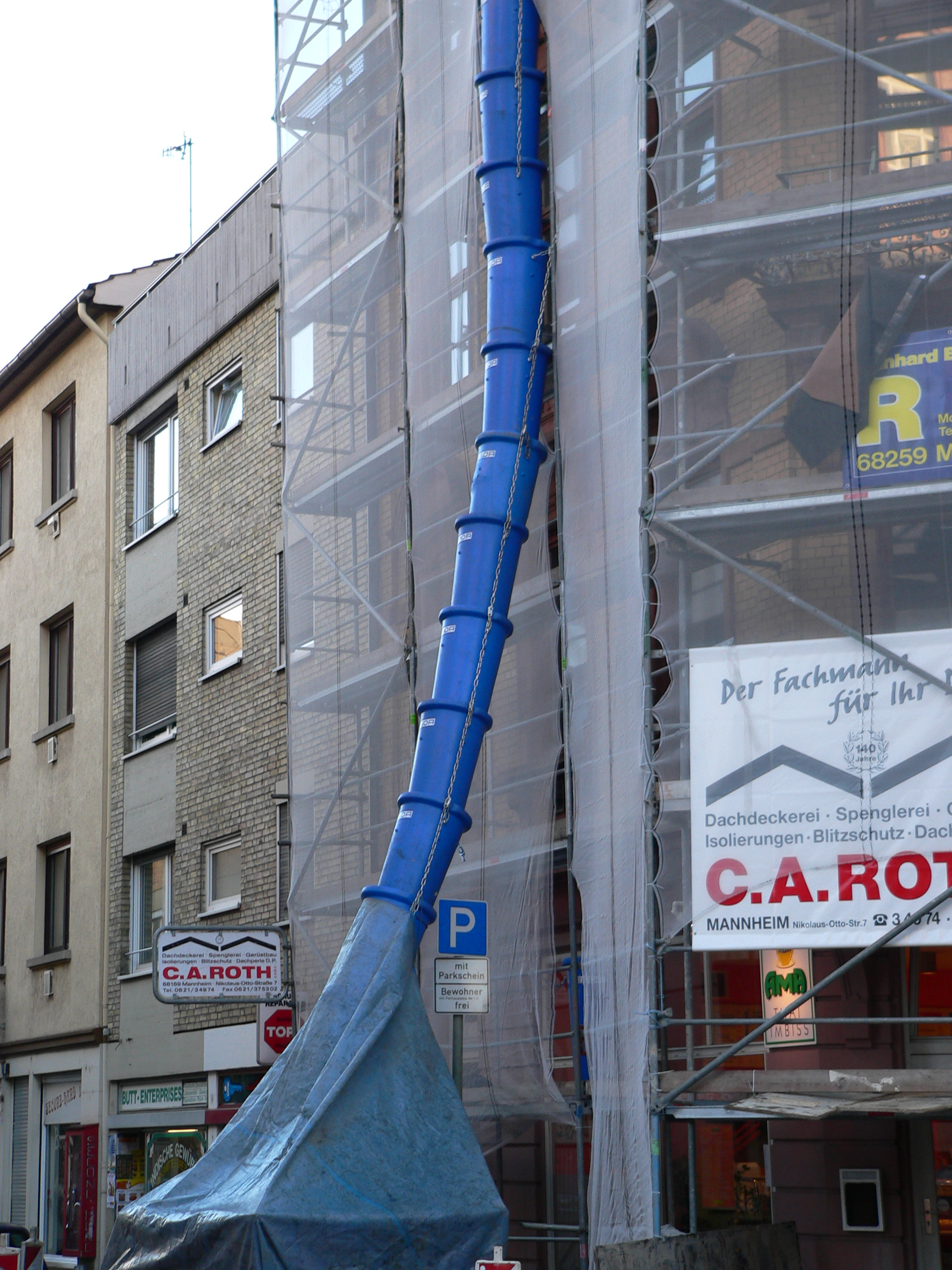
Transport von Bauschutt per Schütte

Abfalltechnik beschäftigt sich mit der Beförderung, Aufarbeitung, stofflichen oder energetischen Verwertung und Beseitigung von Abfallstoffen.
Beispiele für die Abfalltechnik sind nicht nur die Planung, Konstruktion und Bau von Fahrzeugen zur Müllabfuhr, sondern auch von Anlagen mit verschiedenen Funktionen. Dazu gehören Aufbereitungs-, Abfallsaug- und Müllverbrennungsanlagen, aber auch Mülldeponien selbst. Für diese werden schließlich noch Müllverdichter produziert.